# Щецин-Небушево (станция электрички)
«Щецин-Небушево» — грузовая железнодорожная станция и планируемая пассажирская станция Щецинской метрополийной электрички. Расположится в округу Небушево-Болинко, по котором и получила своё название. Открытие реконструированной станции запланировано на 2022 год.

## История
Нынешнее здание вокзала было построено в 1927 году. Железнодорожная линия разделяет Небушево на два района: Средместье (южная часть) и Север (северная часть). До 1998 года станция была начальной для многих пассажирских и экспресс-поездов. После закрытия железнодорожной линии на Полице для пассажирских перевозок 30 сентября 2002 года, она служит только как грузовая станция. После 2002 года здание станции было адаптировано для коммерческих и сервисных целей. Площадки станции запущены и частично разрушены. Существующий подземный переход был замурован.

## Проектирование
В рамках модернизации станции Щецин-Небушево планируется: добавить вторую платформу, расширить существующий подземный переход, построить второй подземный переход и установить лифты, соединяющие туннели с платформами. Кроме реконструкции станции, запланирована модернизация дорог и трамвайных остановок. Строительные работы по восстановлению прилегающих дорог и трамвайных путей начались 5 января 2021 года.
В рамках проекта Щецинской метрополийной электрички, на северной стороне вокзала должна была быть построена конечная остановка автобусов. В 2019 году власти Щецина сообщили, что в связи с сокращением финансирования проекта автобусная конечная не будет построена.

## Галерея

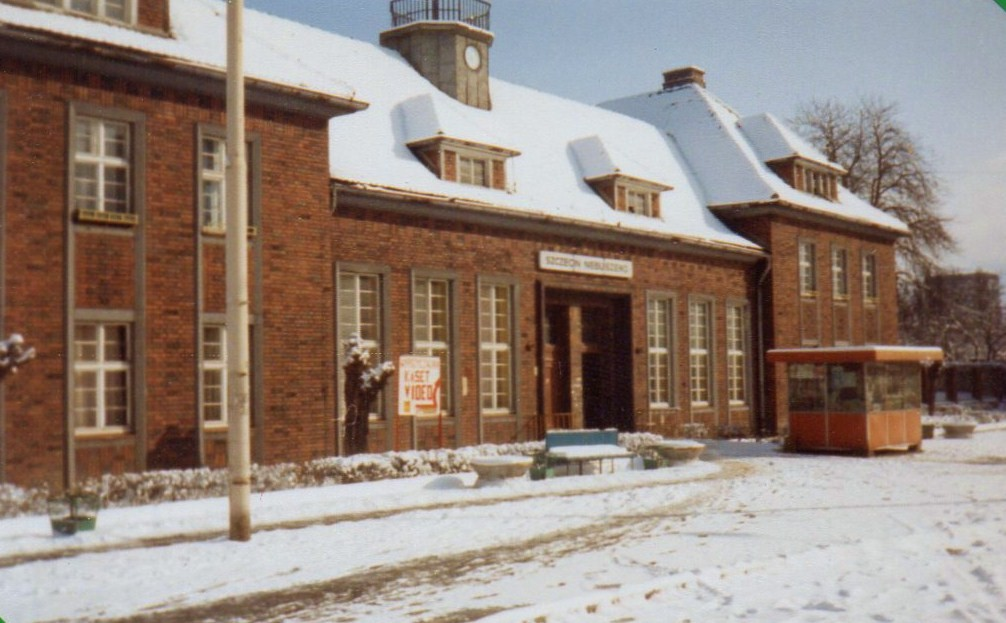
Здание вокзала в 1992 году.
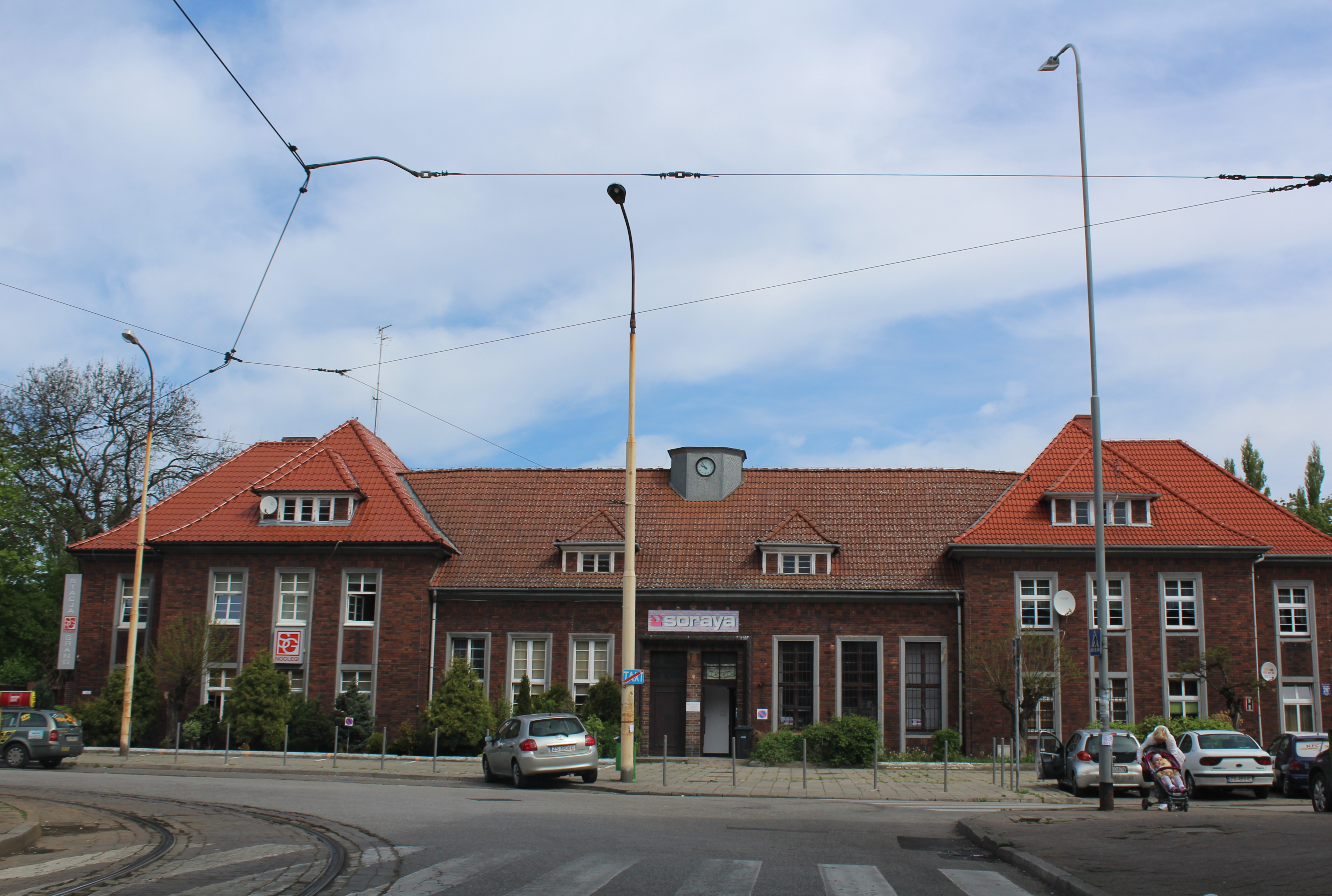
Здание вокзала в 2015 году.
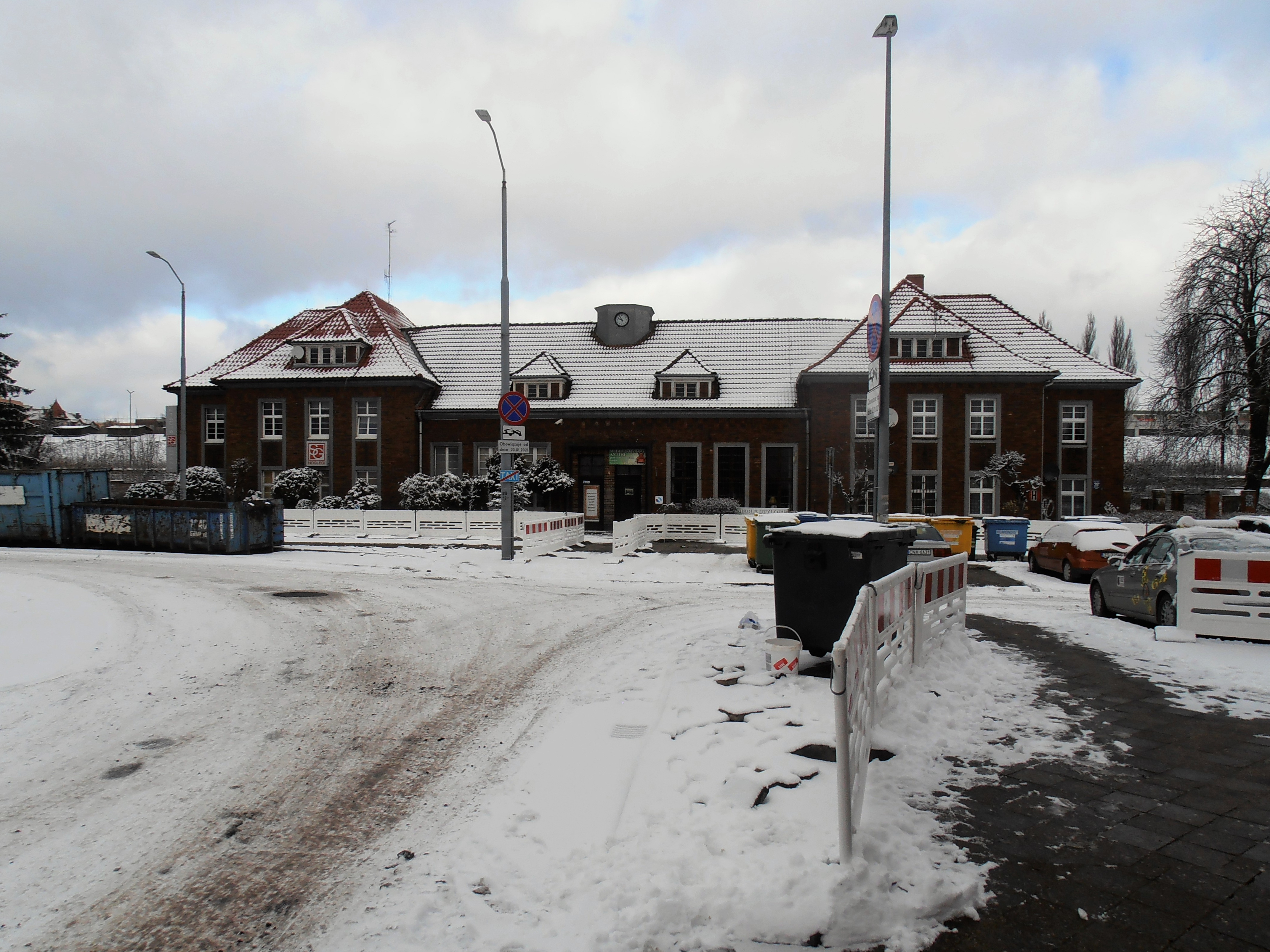
Здание вокзала зимой
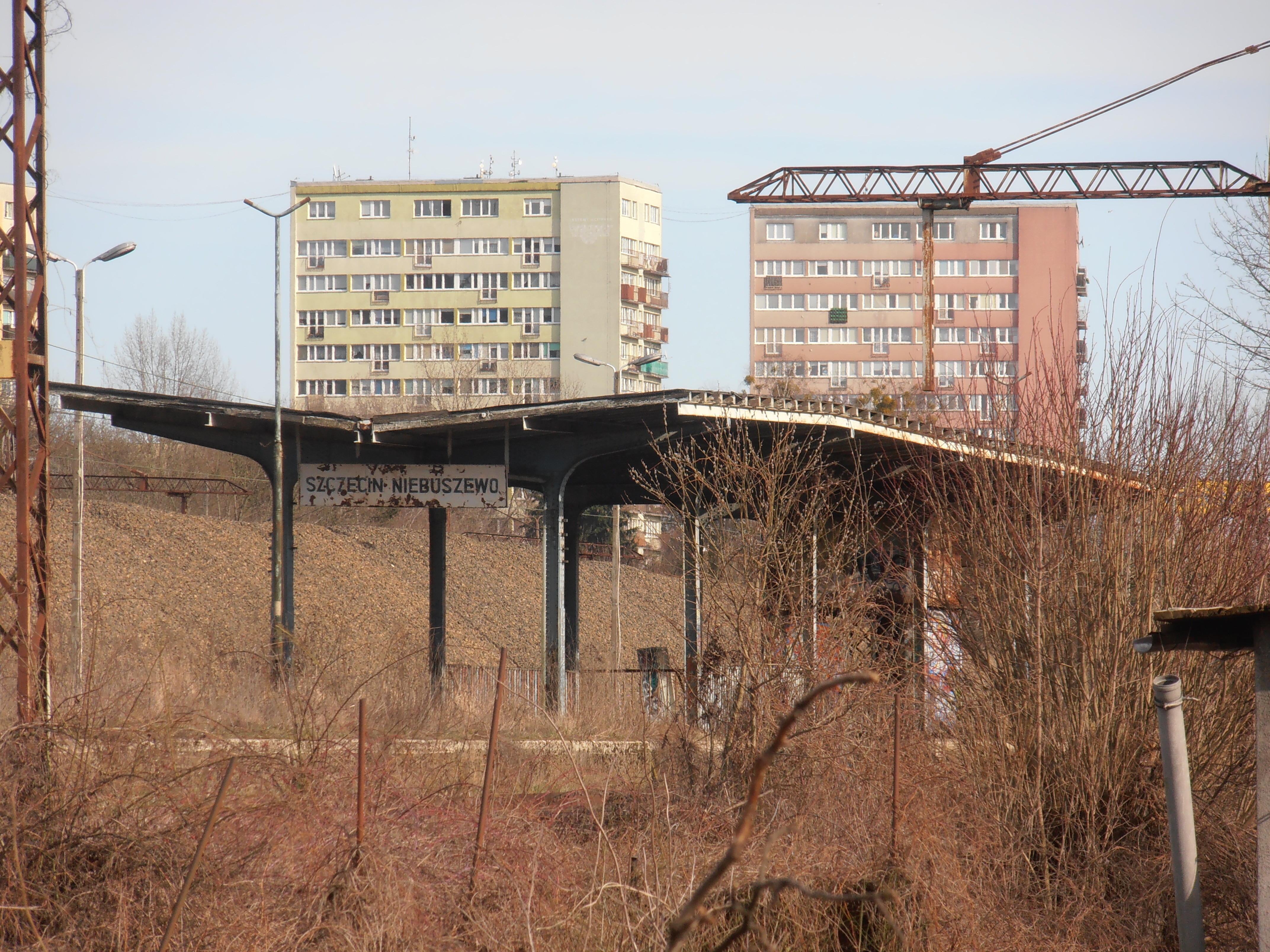
Неиспользуемая платформа